# アサード

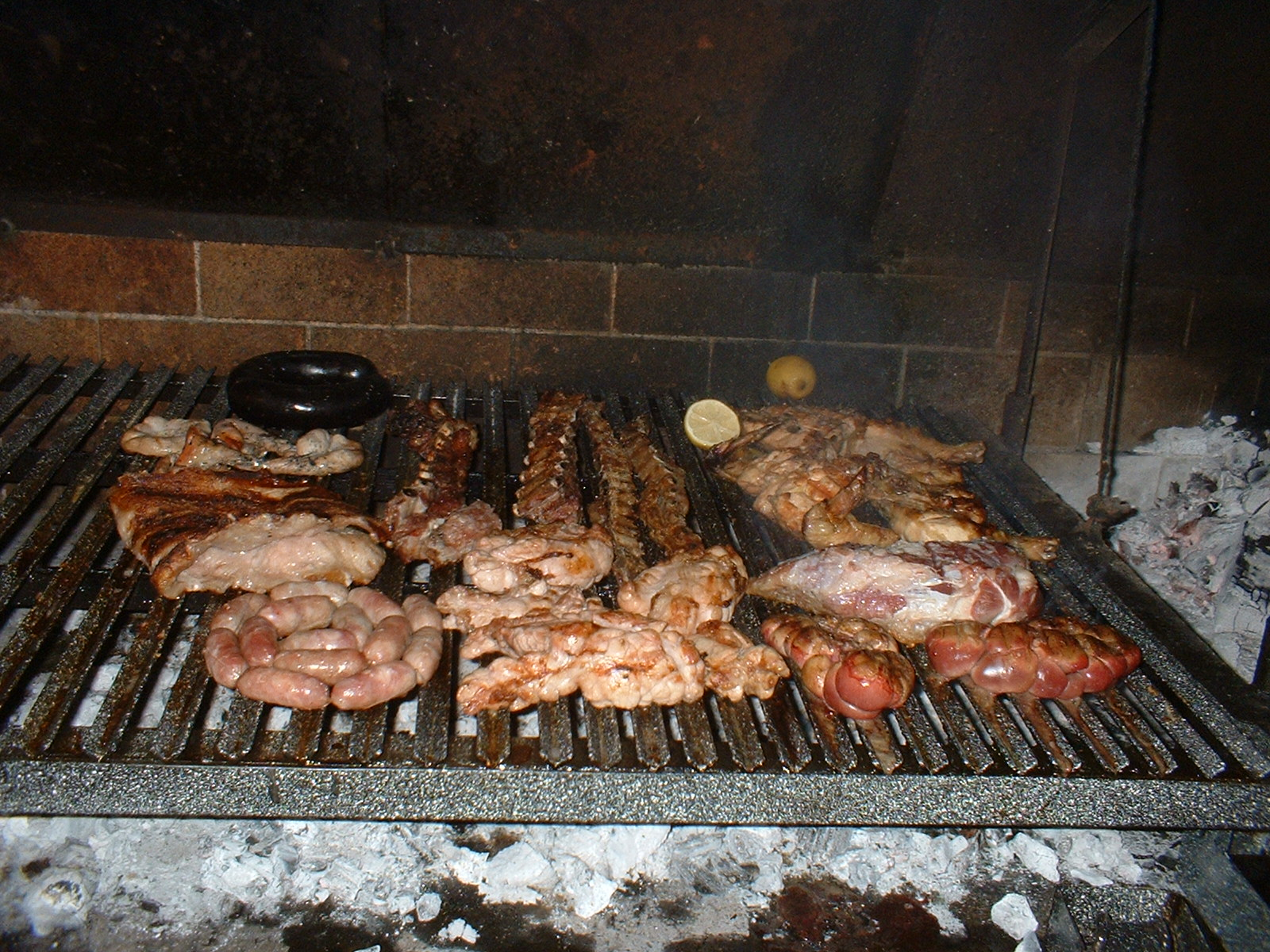
アサード

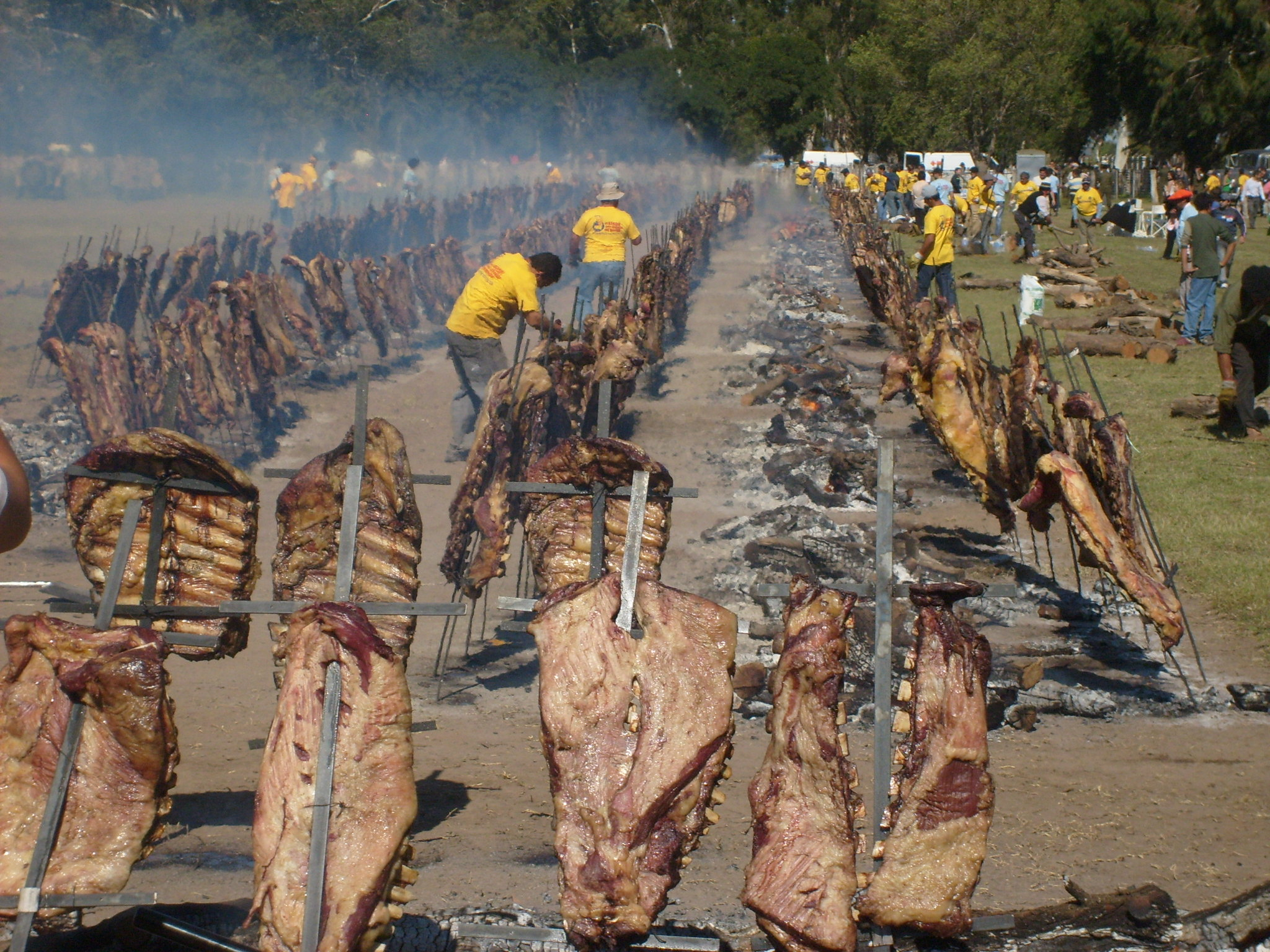
アルゼンチンのパタゴニアで作られたロースト

アサード（スペイン語: asado）とは、チリやアルゼンチン、パラグアイ、ウルグアイで食される焼肉料理である。19世紀後半にガウチョの食文化が都市に伝播して生まれた料理で、スペイン語で「焼かれたもの」を意味する。
シュハスコのように火が立つ炭火で炙るように焼くのとは違い、火も弱まった熾火の熱で部位そのままのブロック肉（その他、サルシッチャ＝生ソーセージ）を燻すように焼く。そのため、焼き上がりまでに1時間強ほどの長時間を要し、加熱調理し終わった頃がそのまま食事時となる。店舗などでは、程よく焼けた頃合いのものを注文に応じて切り分けて供される。味付けは基本的に岩塩のみであるが、チミチュリと呼ばれるタレに浸す場合もある。
アサードはバーベキューのような社交イベントの名前でもある。来客をもてなすために2時間以上も前から焼き始めることもある。通常、牛、豚、鶏の肉、そしてチョリソ、モルシージャなどのソーセージが使用される。またパリージャと呼ばれるグリルで調理され、通例、赤ワイン、サラダなどのサイドディッシュとともに供される。アサードで加熱調理したチョリソをトーストに挟んだチョリパンは、庶民の定番軽食となっている。

## 脚註
1. 1 2  山本紀夫『世界の食文化 13 中南米』農山漁村文化協会、2007年 p.197
2. ↑  柏崎住人「家畜衛生にまつわる国事情 -食と栄養と国際協力と-」『国際農林業協力』Vol.47 No.2 p.44 2024年9月30日 国際農林業労働協会